# 木山砲台
木山砲台，又稱木山堡壘，始建於台灣日治時期，是位於台灣基隆市中山區文化里的一處砲台遺址。過去曾是基隆要塞司令部的轄內設施。目前屬基隆市所管轄的市定古蹟。

## 歷史

### 日治時期
台灣於光緒二十一年（1895年）接受日本統治後，日軍隨即起調查和測繪基隆各砲臺之標高和配備，其中木山砲台修建於1900年3月（明治33年），是台灣總督府築城部基隆分部在1899年《基隆要塞防禦（永久）要領書》中、因應恐爆發之日俄（日露）戰爭之虞而修建之「永久防禦炮台」防禦工程之一，並在1902年（明治35年）10月竣工，原名為「基隆防禦木山堡壘」，是基隆要塞設置最早的砲台，共設置280毫米榴彈炮六門。
並在後期與白米甕、大武崙同時扮演基隆港西側海域的防禦工事。原設有28公分的榴彈砲設施，於昭和時期陸續被撤除，移設至高雄要塞。

### 戰後至今
在第二次世界大戰結束後，基隆要塞與轄內設施均由中華民國國軍所接收，1947年因配合基隆要塞縮減計畫，木山砲台隸屬基隆要塞管理，在1957年撤銷基隆要塞後則隸屬國軍，國軍於1970年間進行增修陣地工事工程，新增二處新式砲座掩體校。現存構造物仍可清楚辨識原有砲台工事配置與格局，另有兵舍基礎遺構，以及多處日治時代掩體、擋土牆設施。
現在木山砲台為國軍管制區域，普通民眾未有許可不得進入。而在2008年1月1日被列入基隆市市定古蹟。

## 平面配置與構造
木山砲台系統依照外木山與周圍地形而興建，並設有兵舍、庫房、指揮所、三座砲座及觀測區等設施。

### 電燈所

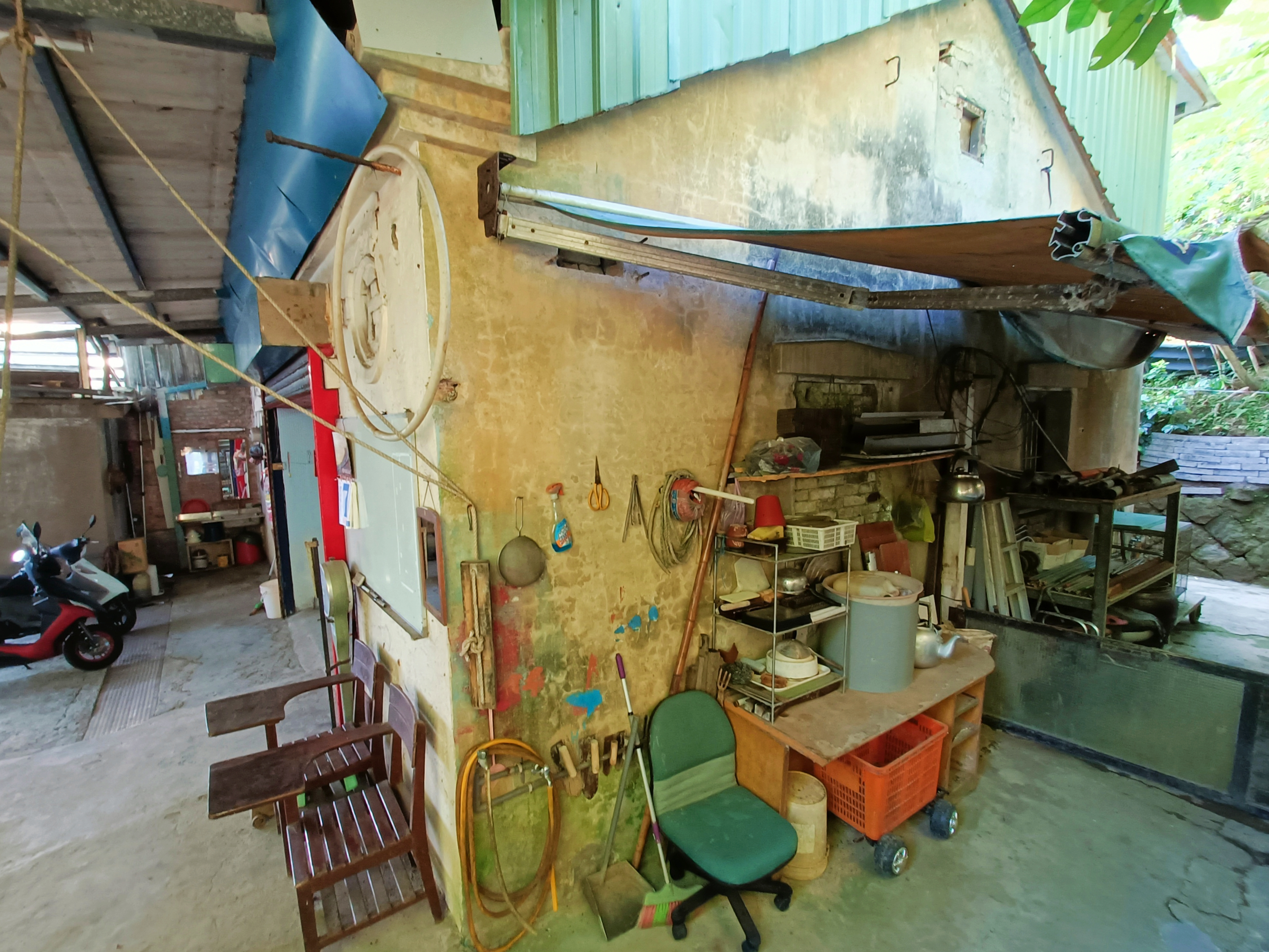
木山電燈所

木山電燈機關舍位在協和火力發電廠的圍牆，於1904年3月2日完工。最初作為木山砲台及白米甕砲台系統之支援設施，其建築結構為磚砌形式，南進入口處採混凝土半圓形拱頂構造，與社寮電燈所結構相似。

## 外部連結
- 木山砲台——文化部文化資產局 （页面存档备份，存于）
- 木山砲台 - 文化資源地理資訊系統 （页面存档备份，存于）